# James Cantero
James Cantero Coitiño (Tacuarembó, 7 de febrero de 1967) es un exfutbolista uruguayo que jugaba como delantero, también es agente de jugadores.

## Biografía
Nacido en Paso de los Toros, Tacuarembó, Cantero Debutó en 1985 en Sud América. Dos años más tarde, se unió al Defensor Sporting Club de Montevideo. También jugó para Rampla Juniors antes de mudarse a Costa Rica para jugar en el Club Sport Uruguay de Coronado.
En agosto de 1990, Cantero fichó por la UE Lleida de Segunda División, donde el jugador de 23 años lideraría al club con 17 goles en liga. Después de una temporada, el Real Murcia fichó a Cantero, en enero de 1992. En total, cantero anotó 41 goles con el Murcia, incluidos 25 goles durante la temporada 1992-93 de la Segunda División B.
Cantero luego se embarcó en una carrera de oficial, jugando para Sport Boys en Perú y Correcaminos UAT en México. Terminó su carrera en Segunda División B con el Lorca Deportiva.
Después de retirarse del fútbol, Cantero se convirtió en agente de jugadores y también actúa como asesor del club mexicano CF Pachuca. El célebre escritor uruguayo Eduardo Galeano cuenta una emocionante historia que involucra al jugador y al propio escritor en su último libro titulado "Las Historias del Cazador" páginas 218 y 219.

## Clubes
| Club              | País       | Año         |
| ----------------- | ---------- | ----------- |
| Sud América       | Uruguay    | 1985 - 1986 |
| Defensor Sporting | Uruguay    | 1986        |
| Rampla Juniors    | Uruguay    | 1987        |
| Sport Uruguay     | Costa Rica | 1988 - 1989 |
| UE Lleida         | España     | 1990 - 1991 |
| Real Murcia       | España     | 1991 - 1994 |
| Sport Boys        | Perú       | 1994        |
| Correcaminos      | México     | 1995 - 1996 |
| SD Huesca         | España     | 1996 - 1997 |
| Lorca CF          | España     | 1998 - 1999 |